# Verwaltungsgemeinschaft An der Finne (bis 2005)
Die Verwaltungsgemeinschaft Finne war eine Verwaltungsgemeinschaft im sachsen-anhaltischen Burgenlandkreis, die aus den Gemeinden Bucha, Burgholzhausen, Herrengosserstedt, Taugwitz, Tromsdorf und Wischroda sowie aus der Stadt Eckartsberga, die Verwaltungssitz war, bestand. Am 1. Januar 2005 wurde sie mit der Verwaltungsgemeinschaft Finne sowie den Gemeinden Memleben und Wohlmirstedt aus der  Verwaltungsgemeinschaft Mittlere Unstrut, den Gemeinden Golzen und Thalwinkel aus der Verwaltungsgemeinschaft Laucha an der Unstrut und der Gemeinde Klosterhäseler aus der Verwaltungsgemeinschaft Bad Kösen zur neuen, (gleichnamigen) Verwaltungsgemeinschaft An der Finne zusammengeschlossen.